# Reinhard Eiben
Reinhard Eiben, född den 4 december 1951 i Crossen, Tyskland, är en östtysk kanotist.
Han tog OS-guld i C-1 i slalom i samband med de olympiska kanottävlingarna 1972 i München.